# La conquista de la Atlántida
La conquista de la Atlántida (Ercole alla conquista di Atlantide) es una película de 1961 del subgénero péplum producida por Italia y Francia y dirigida por Vittorio Cottafavi, con Reg Park en el papel de Hércules y Fay Spain (1932 - 1983) en el de Antinea.
Es una de las películas de ese estilo de corte más clasicista. La estructura argumental bebe de la Odisea y, de igual manera, todo lo relacionado con la Atlántida está inspirado o directamente sacado de las fuentes literarias que hacían referencia al continente descrito por Platón.

## Argumento
El rey de Tebas Androcles y su inseparable compañero Hércules parten rumbo a un destino desconocido con el objetivo de abortar una guerra profetizada por un sibilo. Tras no pocos problemas, llegarán a la Atlántida, donde la pérfida Antinea, que planea conquistar el mundo, no duda en sacrificar a su propia hija, lo que le ha de servir también para que no se cumplan las profecías.

## Versión estadounidense
En los estudios de Hollywood se hizo una versión de esta película con el título Hercules and the Captive Women (Hércules y las cautivas), con el guion retocado por Archibald Zounds Jr., producida y montada por Hugo Grimaldi (con 93 min. de metraje) y con otra música, del fondo de la productora (stock music o production music), compuesta por Darrell Calker (1905-1964), Walter Greene (1910-1983), Hans J. Salter (1896-1994) y Leith Stevens (1909-1970).